# Nathan Eovaldi
Nathan Edward Eovaldi (né le 13 février 1990 à Alvin, Texas, États-Unis) est un lanceur droitier de la Ligue majeure de baseball.

## Carrière

### Dodgers de Los Angeles
Nathan Eovaldi est repêché au 11e tour de sélection par les Dodgers de Los Angeles en 2008. Cette année-là, à sa dernière saison pour son high school d'Alvin, au Texas, il subit une opération de type Tommy John. Il récupère suffisamment bien pour amorcer son parcours en ligues mineures la même année, et joue de façon régulière comme lanceur partant pour des clubs affiliés aux Dodgers de 2009 à 2011.
Rappelé des ligues mineures où il n'évolue encore qu'en Double A avec Chattanooga, il effectue son premier départ dans le baseball majeur le 6 août 2011 lorsque les Dodgers de Los Angeles visitent les Diamondbacks de l'Arizona. Il retire sept frappeurs adverses sur des prises en seulement cinq manches lancées et remporte sa première victoire. Il frappe même un coup sûr et vient marquer un point dans cette première partie. Eovaldi effectue 6 départs et 4 sorties en relève pour les Dodgers en 2011 et maintient une moyenne de points mérités de 3,63 en 34 manches et deux tiers lancées, avec une victoire et deux défaites.
Eovaldi effectue 10 départs pour les Dodgers en 2012. Sa moyenne de points mérités s'élève à 4,15 après 56 manches et un tiers au monticule. Il n'a qu'une victoire contre six défaites.

### Marlins de Miami
Le 25 juillet 2012, Nathan Eovaldi et le lanceur droitier des ligues mineures Scott McGough sont échangés aux Marlins de Miami en retour de l'arrêt-court étoile Hanley Ramírez et du releveur Randy Choate.
En trois saisons passées chez des Marlins médiocres, Eovaldi remporte 13 victoires contre 27 défaites en 63 départs. Il maintient une moyenne de points mérités de 4,10 en 369 manches lancées. En 2013, il remet une moyenne de 3,39 en 106 manches et un tiers lancées. Celle-ci grimpe à 4,37 en 2014, alors qu'il établit des sommets personnels de 33 départs, 142 retraits sur des prises et 199 manches et deux tiers de travail, mais encaisse 14 défaites contre seulement 6 victoires.

### Yankees de New York
Le 19 décembre 2014, Miami échange Nathan Eovaldi, le joueur de premier but Garrett Jones et le lanceur droitier Domingo Germán aux Yankees de New York contre le joueur de troisième but Martín Prado et le lanceur droitier David Phelps.